# 신양재
신양재(愼良縡, 일본식 이름: 眞山博行마야마 히로유키, 1895년 8월 7일 ~ 1957년 1월 31일)는 일제강점기의 관료 겸 경찰 간부이며 대한민국의 공무원이다.

## 생애
출신지는 경상남도 거창군이며 배재고등학교 전신인 배재중학교를 졸업했다. 한일 병합 조약 체결 직후부터 경상남도 하동군에서 군서기로 일하면서 조선총독부 관리가 되었다.
이후 진주군과 통영군에서 근무하였고, 1920년대에는 경상남도 경찰부 부산경찰서에서 경부보와 경부로로 근무했다. 경남경찰부 고등경찰과와 위생과에서도 재직했으며, 1930년대에 경기도 경찰부 소속으로 이동하였다. 경성부의 영등포경찰서를 거쳐 총독부 직속의 경찰관강습소 조교수도 지냈다.
일제 강점기 말기에는 다시 관계로 돌아가 경상남도 산청군과 사천군 군수를 차례로 지냈다. 산청군수로 재직 중이던 1943년을 기준으로 정7위 훈7등에 서위되어 있었다.
태평양 전쟁 종전 후에도 그대로 관직에 머무르면서 김해군 군수에 취임했다. 1949년에 반민족행위처벌법에 따라 반민특위가 활동을 개시했을 때 반민특위 경북지부에 체포된 일이 있다.
2008년 공개된 민족문제연구소의 친일인명사전 수록예정자 명단 중 경찰 부문과 관료 부문에 포함되었으며 친일반민족행위진상규명위원회가 발표한 친일반민족행위 705인 명단에도 포함되었다.

## 참고자료
- 신양재(愼良縡) - 국사편찬위원회